# Tomocon
TomoCon is een jaarlijkse Nederlandse animeconventie. Het festival heet officieel TomoCon <jaartal>, waarbij de "C" in TomoCon met hoofdletter is.

## Tomocon
TomoCon werd tot 2015 georganiseerd door stichting Tomocon. Tegenwoordig wordt het georganiseerd door de vrijwilligers van Stichting Tomo. TomoCon is begonnen in 2014 als eenmalig event. Omdat het zes weken voor de startdatum was uitverkocht, heeft de organisatie besloten er een jaarlijks event van te maken. TomoCon is net zoals veel andere Nederlandse animeconventies lid van de samenwerkingsgroep Anigenda.
Tomocon heeft als terugkerend thema "Let's make new friends". In 2016 duurt het voor het eerst twee dagen in plaats van één dag. Vaste onderdelen zijn onder andere de dealer room, het maid café, veel workshops en lectures over onder meer cosplay en cultuur, diverse Japanse horeca en een podiumprogramma met live entertainment. In 2016 zal er voor het eerst een concert zijn van een Japanse band; NIA.

## Organisatiegeschiedenis
Het bestuur van stichting Tomo organiseert al sinds 2013 evenementen om de Japanse cultuur te promoten. Stichting Tomocon is opgericht in september 2013 door drie vrienden die elkaar al kenden vanaf de brugklas: augustus 1998. Sinds eind 2015 worden de events georganiseerd door een nieuwe stichting; stichting Tomo.
Omdat het bestuur van stichting Tomocon de wens had om meerdere evenementen per jaar te organiseren was het nodig de organisatie wat groter te maken. Hiervoor is een nieuwe stichting opgericht: Stichting Tomo. Stichting Tomo is de licentiehouder van de naam "Tomo" voor evenementen in de Benelux. Het bestuur van Stichting Tomocon is grotendeels hetzelfde gebleven toen deze van naam veranderde. Wel zijn er meerdere vrijwilligers bijgekomen en de missie is aangepast naar het organiseren van meerdere evenementen per jaar.

## Event geschiedenis
| Datum                          | Event                          | Locatie                         | Bezoekers          |
| ------------------------------ | ------------------------------ | ------------------------------- | ------------------ |
| 12 april 2014                  | TomoCon                        | Berchplaets, Berghem (Oss)      | 1000 (uitverkocht) |
| 4 oktober 2014                 | TomoFair 2014                  | Jan Massinkhal, Nijmegen        | 3000+              |
| 11 april 2015                  | TomoCon 2015                   | Turfschip, Etten-Leur           | 2500 (uitverkocht) |
| 22 augustus 2015               | TomoParty 2015                 | Groene Heuvels, Ewijk           | 660                |
| 3 oktober 2015                 | TomoFair 2015                  | Jan Massinkhal, Nijmegen        | 6000+              |
| 9 en 10 april 2016             | TomoCon 2016                   | Berchplaets, Berghem (Oss)      | 3000 (uitverkocht) |
| 2 en 3 juli 2016               | TomoPlay 2016                  | Berchplaets, Berghem (Oss)      | 2100               |
| 20 augustus 2016               | TomoParty 2016                 | Groene Heuvels, Ewijk           | 550                |
| 1 en 2 oktober 2016            | TomoFair 2016                  | Jan Massinkhal, Nijmegen        | 6220               |
| 7 januari 2017                 | TomoFair Amsterdam 2017        | World Fashion Center, Amsterdam | 6400+              |
| 8 en 9 april 2017              | TomoCon 2017                   | Berchplaets, Berghem (Oss)      | 3200 (uitverkocht) |
| 19 augustus 2017               | TomoParty 2017                 | Groene Heuvels, Ewijk           | 1000 (uitverkocht) |
| 30 september en 1 oktober 2017 | TomoFair 2017                  | Jan Massinkhal, Nijmegen        | 6200+              |
| 6 en 7 januari 2018            | TomoFair Amsterdam 2018        | World Fashion Center, Amsterdam | 6400 (uitverkocht) |
| 24 februari 2018               | TomoFair Rotterdam 2018        | Lijsterhal, Capelle a/ IJssel   | 1500 (uitverkocht) |
| 7 en 8 april 2018              | TomoCon 2018 - 5th anniversary | Berchplaets, Berghem (Oss)      | 3200 (uitverkocht) |
| 18 augustus 2018               | TomoParty 2018                 | Groene Heuvels, Ewijk           | 1000 (uitverkocht) |
| 22 en 23 september 2018        | Tomofair 2019                  | Jan Massinkhal, Nijmegen        | TBA                |
| 5 en 6 januari 2019            | Tomofair Amsterdam             | World Fashion Center, Amsterdam | TBA                |
| 23 februari                    | TomoFair Rotterdam 2018        | Lijsterhal                      | TBA                |